# 第8回ジャパンボウル
第8回ジャパンボウルは1983年1月23日、横浜スタジアムで行われたカレッジフットボールのオールスター東西対抗戦。西軍が30-21で勝利した。全米から選ばれた69人の選手が出場した。

## 試合経過
試合は快晴、微風の中行われた。西軍は、USCのQBスコット・ティンズリー、カリフォルニア大学デービス校のケン・オブライエンがパスを次々に通し、30-21で勝利した。MVPには南メソジスト大学のDTリチャード・ニーリー(Richard Neely)が選ばれた。
第2Q序盤に西軍は敵陣でファンブルリカバーでボールを奪うと、ライス大学のジョエル・バクスター(Joel Baxter)の26ヤードのFGで先制した。その後南メソジスト大学のゲイリー・モーテン(Gary Moten)のインターセプトから得たチャンスにカリフォルニア大学のFBジョン・タグル(John Tuggle)の1ヤードのTDランで10-0とリードした。東軍はイリノイ大学のトニー・イーソンがチームメートのマイク・マーティン(Mike Martin)へ6ヤードのTDパスを通して、10-7とした。イーソンはその後、肩を脱臼して退場した。
第3Q序盤にUSCのスコット・ティンズリーがジェフ・シモンズ(Jeff Simmons)に18ヤードのTDパスを通して、17-7とリードを広げた。
第4Q、最初のプレーで東軍はミシガン大学のポール・ガーガッシュがインターセプトをして敵陣35ヤード地点までリターンしたが、そこでファンブル、西軍がボールを奪い返し、タッグルが65ヤードを独走しTDをあげた。
インディアナ大学のベイブ・ローフェンバーグはこの試合でパス44回中16回成功、第4Qにマーティンへ9ヤード、ノートルダム大学のフィル・カーター(Phil Carter)に4ヤードと2本のTDパスを成功させた。
カリフォルニア大学デービス校のケン・オブライエンがカリフォルニア大学のウェス・ハウエル(Wes Howell)に44ヤードのTDパスを成功させた。
西軍は東軍のパスオフェンスを良く守り、30-21で勝利した。
東軍は331ヤードを獲得し、西軍の302ヤードを上回ったが、西軍は東軍のミスにつけこんで4連勝を果たした。
両軍でパス85回中45回成功、5TDパス、7インターセプトを記録した。
西軍のヘッドコーチをアリゾナ大学のラリー・スミス、アシスタントコーチをオクラホマ大学のジミー・ジョンソンが務めた。